# 神楽酒造
神楽酒造株式会社（かぐらしゅぞう）は、宮崎県西臼杵郡高千穂町に本社を置く、おもに焼酎を中心とした酒類を生産している日本の企業。霧島酒造、雲海酒造と共に宮崎県を代表する焼酎メーカーである。

## 企業現況
- 商号　神楽酒造株式会社
- 本社所在地　宮崎県西臼杵郡高千穂町大字岩戸144-1
- 代表取締役社長 佐藤基永

## 本社・工場・支店

### 支店
- 西都工場 宮崎県西都市
- 福岡支店 福岡県糟屋郡粕屋町
- 広島支店 広島県広島市
- 大阪支店 大阪府大阪市
- 東京支店 東京都台東区

## 主要商品
- 「ひむかのくろうま」
- 「天孫降臨」
- 「天地神明」
- 「東国原」
- 「天照」
- 「風白馬」
- 「夢の実」

## その他
- TBS系列の『月曜ゴールデン』で2011年4月4日放送分から提供、コーヒーカラー（現在は奥田美和子）の「人生に乾杯を!」をCMソングに起用した「麦焼酎くろうま」のCMなどを放映している。
- かつてはRKBラジオのミニ番組のスポンサーでもあった。
- 高千穂線の未開業区間にある葛原トンネルを「トンネル貯蔵庫」として利用しており、見学可能である。